# Estação Ploshchad Revoliutsii
Ploshchad Revoliutsii (em russo:  Площадь Революции) é uma das estações da linha Arbatsko-Pokrovskaia (Linha 3) do Metro de Moscovo, na Rússia. Estação «Ploshchad Revoliutsii» está localizada entre as estações «Arbatskaia» e «Kurskaia».